# Gribowski G-10
Die Gribowski G-10 (russisch Грибовский Г-10) war ein Flugzeug des sowjetischen Flugzeugkonstrukteurs Wladimir Konstantinowitsch Gribowski. Die Maschine wurde 1933 in der Flugzeugfabrik Nr. 1, den ehemaligen Duks-Werken gebaut. Sie war als Sport- und Schulflugzeug ausgelegt.

## Entwicklung
Der aus Holz gefertigte verstrebte einsitzige Hochdecker hatte ein Monocoque aus Sperrholz. Der Tragflügel war am Rumpf über einen zentralen Pylon an der Rumpfoberseite und zwei V-förmige Streben befestigt. Die Streben gingen von der unteren Rumpfseite bis etwa zur Mitte des Tragflügels. Das Fahrwerk war nicht einziehbar und verkleidet.
Im Oktober 1933 wurde das sowjetische M-23-Triebwerk eingebaut und der Typ umfangreichen Flugtests unterzogen. Die Ergebnisse waren zufriedenstellend. Allerdings ergaben sich mit der Produktion des M-23 Schwierigkeiten, und der Motor ging nicht in Serie. Daraufhin wurde auch die G-10 eingemottet.
Anfang 1935 erinnerte sich der Sportpilot N. D. Fedosejew an die guten Flugeigenschaften der G-10. Er rüstete die Maschine mit einem gebrauchten Walter-Motor aus und startete mit ihr an einem 5500 km langen Leistungsflug für Sportmaschinen. Obwohl die Maschine den Motor mit der geringsten Leistung besaß, gelang ihr ein 2. Platz hinter der Jakowlew Ja-10.
Trotzdem wurde von dem Muster nur die eine Maschine gebaut.

## Technische Daten mit Walter-Antrieb

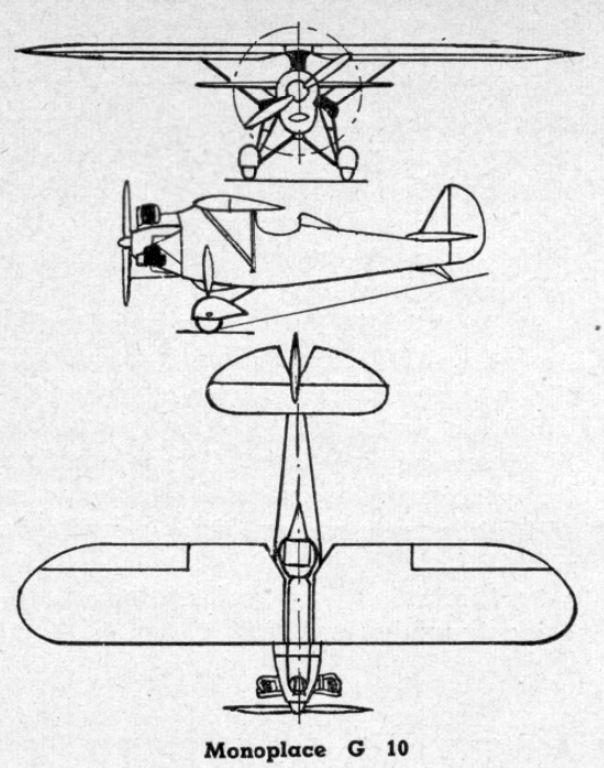
Dreiseitenriss

| Kenngröße             | Daten                                         |
| --------------------- | --------------------------------------------- |
| Besatzung             | 1                                             |
| Länge                 | 5,6 m                                         |
| Spannweite            | 8,4 m                                         |
| Flügelfläche          | 11,0 m²                                       |
| Flügelstreckung       | 6,4                                           |
| Leermasse             | 330 kg                                        |
| Startmasse            | 505 kg                                        |
| Antrieb               | ein Sternmotor Walter NZ-60, 60 PS (44 kW)    |
| Höchstgeschwindigkeit | 165 km/h                                      |
| Landegeschwindigkeit  | 67 km/h                                       |
| Dienstgipfelhöhe      | 4800 m                                        |
| Reichweite            | 700 km                                        |
| Landerollstrecke      | 100 m                                         |
| Startrollstrecke      | 80 m                                          |
| Steigzeit auf         | 1000 m: 5,5 min 2000 m: 13 min 3000 m: 23 min |